# Minto (Alaska)
Minto is een plaats (census-designated place) in de Amerikaanse staat Alaska, en valt bestuurlijk gezien onder Yukon-Koyukuk Census Area.

## Demografie
Bij de volkstelling in 2000 werd het aantal inwoners vastgesteld op 258.

## Geografie
Volgens het United States Census Bureau beslaat de plaats een oppervlakte van
359,1 km², waarvan 349,8 km² land en 9,3 km² water.

## Plaatsen in de nabije omgeving
De onderstaande figuur toont nabijgelegen plaatsen in een straal van 72 km rond Minto.